# Csikia dimatoides
Csikia dimatoides is een keversoort uit de familie kniptorren (Elateridae). De wetenschappelijke naam van de soort is voor het eerst geldig gepubliceerd in 1910 door Szombathy.